# Pusher (film, 2012)
Cet article concerne le remake de Luis Prieto. Pour le film original de Nicolas Winding Refn, voir Pusher.
Pour les articles homonymes, voir Pusher.
Pour plus de détails, voir Fiche technique et Distribution.
Pusher est un film policier britannique de Luis Prieto (en) sorti en 2012. Il s'agit d'un remake de Pusher.

## Synopsis
La chute d'un dealer (Coyle)…

## Fiche technique
- Titre original : Pusher
- Titre français :
- Titre québécois :

- Réalisation : Luis Prieto (en)
- Scénario : Matthew Read
- Direction artistique : Sarah Webster
- Décors : Pedro Moura
- Costumes : Alexandra Mann
- Photographie : Simon Dennis
- Son :
- Montage : Kim Gaster
- Musique : Orbital

- Production : Rupert Preston, Christopher Simon et Felix Vossen
- Société(s) de production : Embargo Films et Vertigo Films
- Société(s) de distribution :  Vertigo Films
- Budget :
- Pays d’origine :  Royaume-Uni
- Langue : Anglais

- Format : Couleurs - 35 mm - 2.35:1 -  Son Dolby numérique
- Genre : Film policier
- Durée : 87 minutes

- Dates de sortie :
- Royaume-Uni : 21 juin 2012 (festival international du film d'Édimbourg)
  -  Royaume-Uni : 12 octobre 2012

## Distribution
- Richard Coyle : Frank
- Bronson Webb : Tony
- Agyness Deyn : Flo
- Suki Waterhouse : Mandy
- Mem Ferda : Hakan
- Zlatko Burić : Milo
- Paul Kaye : Fitz

## Distinctions

### Nominations
- 1 nomination